# کمره‌ای بخاری

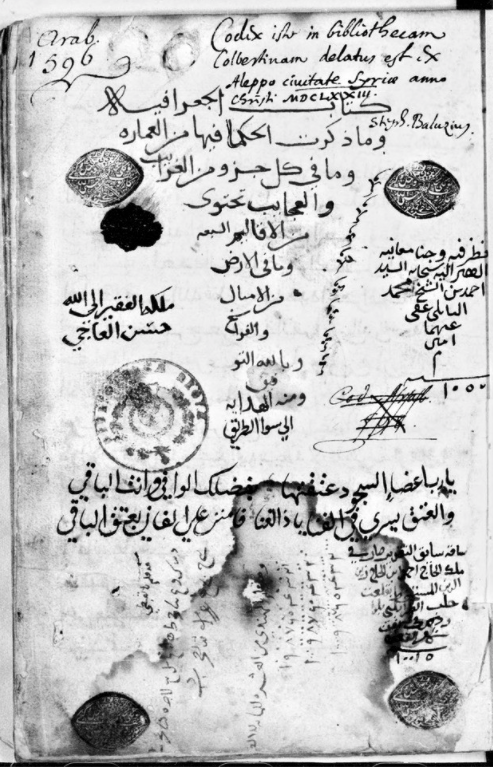
کولوفون از MS Arabic 2220، کتابخانه ملی فرانسه

ابومنصور حسن بن نوح کَمَره‌ای بخاری دانشمندی ایرانی است که از پزشکان سرشناس سدهٔ چهارم هجری به‌شمار می‌آید.
او در کمره در حومه بخارا به دنیا آمد و در بغداد برآمد. نام او را در عربی «قَمری البخاری» نوشته‌اند که قمری صورت عربی‌شده کمره‌ای است.‎
نوشته‌اند که ابن سینا در دوران جوانی چندی در نزد او به آموختن دانش پزشکی مشغول بود. از او کتابی در پزشکی به نام غنی و منی در دست است که بیشتر مبتنی بر الحاوی رازی بود و منقسم بر سه باب است (بیمارهای داخلی، بیماری‌های خارجی، تب‌ها).
از آثار دیگر قمری می‌توان کتاب التنویر فی الاصطلاحات الطبیه را نام برد که در حقیقت اولین فرهنگ طبی به‌شمار می‌رود و قمری در این کتاب که ده فصل دارد، تمامی اصطلاحات کاربردی طبی را شرح وتوصیف نموده‌است. نسخه‌های خطی متعددی از این کتاب در کتابخانه‌های مختلف جهان وجود دارد و نسخه چاپی آن ۱۹۹۱ در ریاض عربستان چاپ ومنتشر شده‌است.
کتاب دیگر قمری کتاب «علل العلل» است که در آن قمری به ذکر علل بیماری‌ها پرداخته‌است